# Tadeusz Wasąg
Tadeusz Wasąg (ur. 3 lutego 1926 w Rukojniach, zm. 17 maja 2021  w Szczecinie) – polski chemik (chemia analityczna), profesor związany z Politechniką Szczecińską, naukowiec, nauczyciel akademicki, wieloletni dziekan Wydziału Technologii i Inżynierii Chemicznej.

## Życiorys

### Okres przed II wojną światową i wojna
Urodził się w miasteczku Rukojnie w pobliżu Wilna. Był synem Michała Wasąga (policjanta, Sybiraka) i Wiktorii z d. Porębskiej. W Wilnie skończył w roku 1938 szkołę podstawową i rozpoczął naukę w Gimnazjum im. Adama Mickiewicza. Po wybuchu II wojny światowej nadal przebywał w Wilnie (zob. Obrona Wilna), pracując m.in. na kolei. Do konspiracyjnej działalności w Polskim Państwie Podziemnym włączył się w roku 1943. Jako żołnierz AK (6 Wileńska Brygada AK) w roku 1944 brał udział w Operacji „Ostra Brama” (część Akcji „Burza”). Po zajęciu Wilna przez Armię Czerwoną był aresztowany przez NKWD i skazany na 3 lata więzienia. Został zwolniony dzięki amnestii; wyjechał do Lublina, a stamtąd do Gdańska.

### Młodość po II wojnie światowej
Maturę zdał w Gdańsku w roku 1948, po czym studiował chemię na Wydziale Matematyczno-Przyrodniczym Uniwersytetu Mikołaja Kopernika w Toruniu. Będąc na III roku studiów rozpoczął pracę jako asystent w Zakładzie Chemii Nieorganicznej UMK. Pracę magisterską wykonywał pod opieką prof. Antoniego Basińskiego. Po jej ukończeniu w roku 1952 otrzymał w Zakładzie stanowisko starszego asystenta.

### Praca zawodowa
W roku 1954 Tadeusz Wasąg został służbowo przeniesiony do Szczecina, gdzie rozwijano działalność Szkoły Inżynierskiej (w roku 1955 przekształconej w Politechnikę Szczecińską). Pracując w Zakładzie Chemii Nieorganicznej, kierowanym przez prof. Wiktora Gorzelanego, wykonywał pracę doktorską pod opieką naukową prof. Ernesta Pischingera (UMK). Doktorat w dziedzinie nauk przyrodniczych uzyskał decyzją Rady Wydziału Matematyki-Fizyki-Chemii UMK w roku 1963. Po doktoracie objął Zakład Chemii Analitycznej, wchodzący początkowo w skład Katedry Chemii Nieorganicznej, a po reorganizacji uczelni – w skład Instytutu Chemii Podstawowej. W latach 1969–1981 zajmował stanowisko docenta. Tytuł profesora nadzwyczajnego Rada Państwa nadała mu w roku 1981, a profesora zwyczajnego – w roku 1991 (dyscyplina: technologia chemiczna, specjalność: chemia analityczna, chemia nieorganiczna). W latach 1969–1979 pełnił funkcję prodziekana Wydziału Technologii i Inżynierii Chemicznej, a w latach 1979–1987 i 1990–1996 – funkcję dziekana Wydział Technologii i Inżynierii Chemicznej.

## Publikacje (wybór)
Tadeusz Wasąg jest autorem ok. 150 publikacji naukowych, dotyczących m.in. chemii analitycznej, w tym skryptów:
- Tadeusz Wasąg, Wstęp do analizy chemicznej (1976)[2],
- Tadeusz Wasąg, Barbara Derecka, Laboratorium analizy ilościowej, Cz. 1, Metody chemiczne (wyd. 4 1994)[5]
- Tadeusz Wasąg, Barbara Derecka, Laboratorium analizy ilościowej; Analiza wagowa i objętościowa (1986)[6],

oraz licznych referatów i komunikatów z innych dziedzin, np. technologii sody oraz denitracji i odsiarczania gazów spalinowych z elektrowni.

## Działalność pozauczelniana
Tadeusz Wasąg był przez wiele lat członkiem Komitetu Chemii i Komitetu Chemii Analitycznej PAN (Wydział Nauk Matematycznych, Fizycznych i Chemicznych). Był też wiceprzewodniczącym Komisji Nauk Chemicznych Oddziału PAN w Poznaniu. Od roku 1951 należał do Polskiego Towarzystwa Chemicznego, w którym pełnił – w latach 1972–1976 – funkcję przewodniczącego Oddziału Szczecińskiego, a od roku 1969 – do Szczecińskiego Towarzystwa Naukowego.
Jest członkiem Światowego Związku Żołnierzy Armii Krajowej, w którym był wiceprezesem Zarządu Okręgu Szczecin.

## Odznaczenia[2]
- Krzyż Oficerski Orderu Odrodzenia Polski
- Krzyż Kawalerski Orderu Odrodzenia Polski
- Złoty Krzyż Zasługi
- Krzyż Armii Krajowej
- Krzyż Partyzancki
- Medal Komisji Edukacji Narodowej

## Życie prywatne
Żona Tadeusza Wasąga, Tatiana z d. Kaczarska (ur. 1924 w Iwieńcu, zm. 29 października 2007), była również specjalistką w zakresie chemii analitycznej, absolwentką UMK (asystentką tamże od 1949 r.). Wraz z mężem została służbowo przeniesiona do Politechniki Szczecińskiej, w której współpracowali na Wydziale Technologii i Inżynierii Chemicznej. Była wykładowcą chemii nieorganicznej, docentem od roku 1970, wieloletnią przewodniczącą Wydziałowej Komisji Programowej WTiICh. W latach 1972–1981 kierowała Punktem Konsultacyjnym Studiów Wieczorowych PS w Gorzowie Wielkopolskim. W roku 1983 odeszła na emeryturę.
Córka Tatiany i Tadeusza Wasągów, Elżbieta (ur. 1956), jest absolwentką Wydziału Budownictwa). Hobby Tadeusza Wasąga, to ogród, militaria, literatura, film, teatr, muzyka.